# Synopeas incertum
Synopeas incertum är en stekelart som först beskrevs av William Harris Ashmead 1887.  Synopeas incertum ingår i släktet Synopeas och familjen gallmyggesteklar. Inga underarter finns listade i Catalogue of Life.